# Elizabeth Wathuti
Elizabeth Wanjiru Wathuti (Nyeri County, 1 augustus 1995) is een Keniaanse milieu- en klimaatactiviste en oprichter van het Green Generation Initiative, dat jonge mensen op jonge leeftijd stimuleert om van de natuur te houden en milieubewust te leven. De organisatie heeft inmiddels 30.000 boomzaailingen geplant in Kenia.
Wathuti groeide op in Kiandu, een dorp in de provincie Central. Tijdens haar studie werd ze geïnspireerd door de eveneens Keniaanse milieuactiviste Wangari Maathai.
In 2019 kreeg ze de Africa Green Person of the Year Award van de Eleven Eleven Twelve Foundation en werd ze genoemd als een van de 100 meest invloedrijke jonge Afrikanen door de Africa Youth Awards. In 2021 gaf ze een opgemerkte speech op de Klimaatconferentie van Glasgow.